# Valentin Haüy
Valentin Haüy (ejtsd: valanten aui) (Saint-Just-en-Chaussée, Pikárdia, Franciaország 1745. november 13. – Párizs, 1822. március 19.) francia hivatalnok, gyógypedagógus, a világ első vakok iskolájának megszervezője (Párizs, 1784).

## Életpályája
Nyelvészeti tanulmányokat folytatott Párizsban és mint külügyi alkalmazott dolgozott a minisztériumban. A vakokról két párizsi koncerten (1771-ben koldus vak zenészek emberi méltóságot megalázó utcai mulatságán és 1784-ben Maria Theresia von Paradis művelt vak nő előkelő koncertkörútjának fellépésén) szerzett ellentétes tapasztalatai indították el pályáján. Egy emberbaráti társaság segítségével Denis Diderot 1749-ben megjelent Levél a vakokról… c. műve alapján kezdte meg 1784 májusában tanítási kísérleteit. A vak tanulókat domború nyomású könyvek segítségével írásra, számolásra, nyelvekre, földrajzra, történelemre, zenére stb. és különböző kézműves foglalkozásokra (pl. aranyhímzés, csipkeverés, könyvkötés stb.) tanították. Iskolájában elgondolása szerint vak diákjai látó gyermekek osztályait is tanították. 1786-ban jelent meg híres értekezése a vakok neveléséről domború (a látók számára is olvasható fekete betűs) nyomással. 
A francia forradalom után a már közismert intézmény nemzeti intézetté minősült. Valentin Haüy több intézkedéssel nem értett egyet, így 1802-ben nyugdíjazták. Újabb sikertelen magánpróbálkozás után elfogadta az orosz cár meghívását. Útközben Berlinben is hatással volt az ottani első vakok intézetének, majd Szentpétervárott 1807-ben a vakok első orosz intézetének megszervezésére. Mégis csalódottan tért vissza 1817-ben Párizsba, mert úgy érezte, hogy műve mindenütt befejezetlenül maradt. 

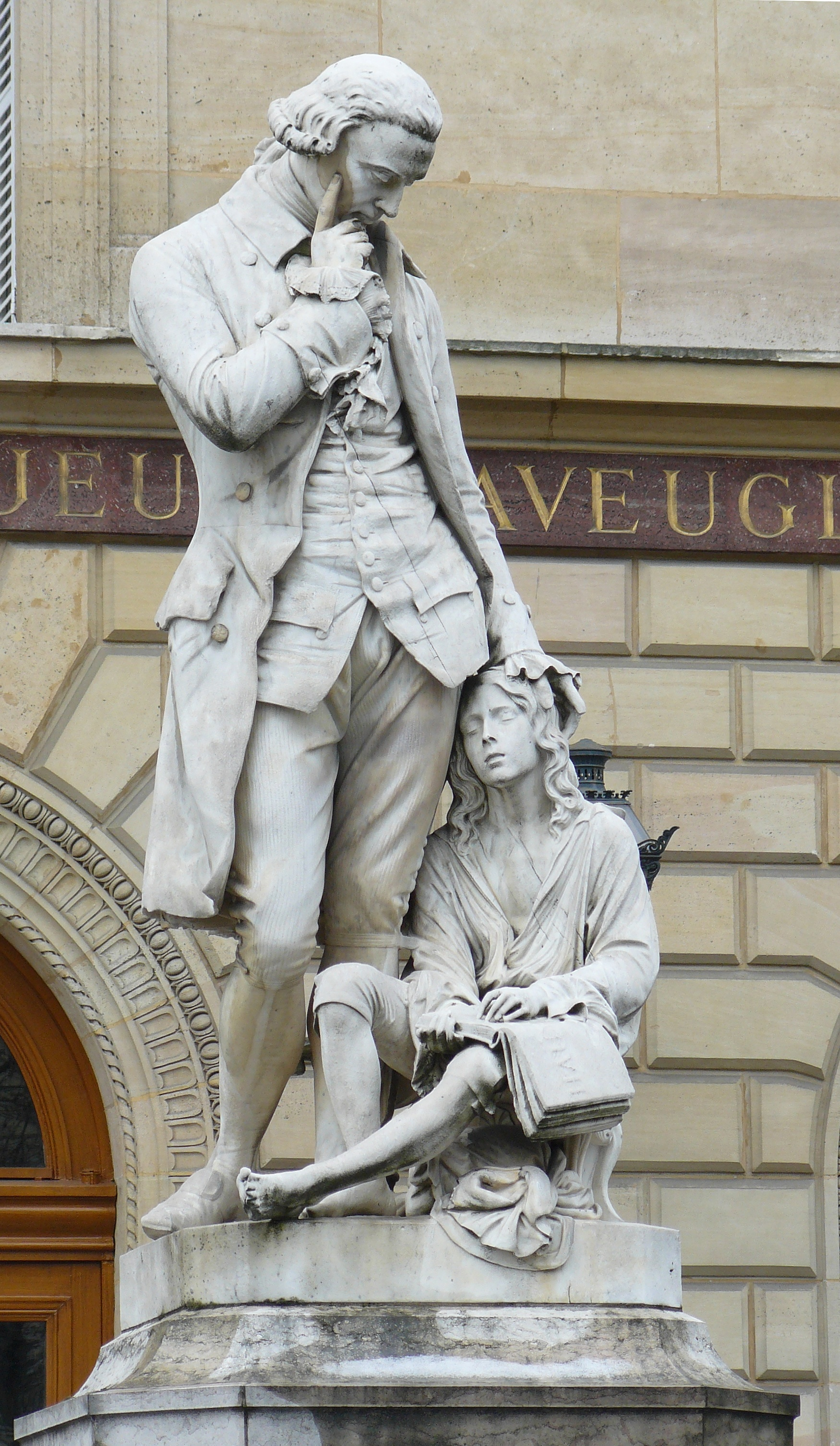
Emlékműve Párizsban (1859)

Az utókor elismeréssel tartja számon életművét.

## Fő munkája
- Essai sur l'éducation des aveugles. Paris, 1786 (magyarul: Értekezés a vakok neveléséről, in: Magyar Gyógypedagógia, 1911. 65-78.)